# Ladbroke
Ladbroke – wieś w Anglii, w hrabstwie Warwickshire, w dystrykcie Stratford-on-Avon. Leży 15 km na południowy wschód od miasta Warwick i 118 km na północny zachód od Londynu.